# Convict Pool
Convict Pool je EP američkog americana/indie rock sastava Calexico, objavljen 6. travnja 2004. u izdanju Quarterstick Recordsa. Uključuje obrade pjesme "Corona" sastava Minutemen, s aranžmanom mariachi truba koji podsjeća na "Ring of Fire" Johnnyja Casha te obradu "Alone Again Or" sastava Love u flamenco aranžmanu.

## Popis pjesama
| Br. | Skladba                                            | Autor                          | Trajanje |
| --- | -------------------------------------------------- | ------------------------------ | -------- |
| 1.  | »Alone Again Or« (ft. Nicolai Dunger and His Band) | MacClean                       | 3:24     |
| 2.  | »Convict Pool«                                     | Burns                          | 3:58     |
| 3.  | »Si Tu Disais«                                     | Ane, Bondu, Chataigner, Toorop | 3:23     |
| 4.  | »Corona«                                           | Boon                           | 3:21     |
| 5.  | »Praskovia«                                        | Burns, Convertino              | 2:44     |
| 6.  | »Sirena«                                           | Burns                          | 3:42     |

## Osoblje
- John Convertino - bubnjevi, harmonika, perkusije
- Joey Burns - akustična gitara, električna gitara, harmonika, sintesajzer, klavir, vokali, bas, bariton gitara
- Naim Amor - električna gitara
- Tony Crow - klavijature
- Nicolai Dunger - vokali
- Paul Niehaus - pedal steel
- Jacob Valenzuela - truba
- Martin Wenk - truba
- Volker Zander - bas

### Produkcija
- David Babbitt - dizajn omota
- Victor Gastelum - omot
- Nick Luca - tehničar
- Mark Nevers - tehničar, mikser
- Craig Schumacher - tehničar, mikser
- Jim Waters - tehničar, mikser

## Recenzije
Joe Tangari s Pitchforka ocijenio je kako se Calexico nakon odličnog studijskog albuma Feast of Wire vratio "glazbeno konzervativnijem" zvuku te kako se obradama poigrava raznim glazbenim stilovima. "Kao prijelaz između albuma, Convict Pool je sve ono što jedan poklonik može poželjeti, kratko predjelo koje se lagano vuče po rubovima zvuka sastava i izbacuje nekoliko pristojnih obrada. To je dobra početna pozicija za neupućene -- za Feast of Wire, ili EP Even My Sure Things Fall Through -- ali je i zdrav podsjetnik da je Calexico sposoban za stvaranje fantastične glazbe, čak i u njihovu najležernijem razdoblju."
Heather Phares s All Musica u svojem je osvrtu napisala kako se Calexico dobro snašao u obradama pjesama nekarakteristčnima za njihov zvuk te pokazao kako su sposobni snaći se u raznim stilovima i žanrovima. "Iako ne antologijsko izdanje Calexica kao Feast of Wire, Convict Pool je zabavan i jedno od njihovih najboljih izdanja kraćeg formata koje su do sada objavili."

## Vanjske poveznice
- Albumi Calexica